# DIN 18025
Die zurückgezogene DIN-Norm DIN 18025 regelte bis 2011 die baulichen Anforderungen für das barrierefreie Wohnen für behinderte und ältere Menschen. Die DIN 18025 besteht aus zwei Teilen:
- Teil 1: Wohnungen für Rollstuhlbenutzer; Planungsgrundlagen
- Teil 2: Barrierefreie Wohnungen; Planungsgrundlagen

Der erste Teil regelt die Planungsgrundlagen für Wohnungen für Rollstuhlbenutzer, der zweite Teil das Gleiche für Personen mit anderweitigen Einschränkungen der Beweglichkeit.
Folgende Barrieren beim barrierefreien Wohnen werden unterschieden:
- Vertikale Barrieren
- Horizontale Barrieren
- Räumliche Barrieren
- Anthropometrische Barrieren
- Ergonomische Barrieren
- Sensorische Barrieren

## Weitere Entwicklung
Die DIN 18025 wurde im September 2011 von der DIN 18040-2 Barrierefreies Bauen – Planungsgrundlagen – Wohnungen abgelöst.